# Massu jõgi
Massu jõgi (Massuån) är ett vattendrag i Estland. Åns längd är 36 km. Den är ett biflöde till Vändra jõgi som i sin tur är ett biflöde till Pärnu. Sammanflödet med Vändra jõgi är beläget vid byn Reinumurru i landskapet Pärnumaa. Källan ligger vid byn Põllu i landskapet Raplamaa. Ån är namngiven efter byn Massu som den flyter igenom.